# A Nutcracker Christmas
A Nutcracker Christmas is een Canadees-Amerikaanse romantische kerstfilm van Hallmark Channel uit 2016. De televisiefilm werd  geregisseerd door Michael Lembeck en heeft Amy Acker, Sascha Radetsky en Sophia Lucia in de hoofdrollen. De film werd voor het eerst uitgezonden door Hallmark Channel op 10 december 2016.

## Verhaal
Lily Jamison was ooit prima ballerina bij het New York City Ballet, maar na de dood van haar zus gaf ze het dansen op en keerde terug naar huis om voor haar nichtje Sadie te zorgen. Acht jaar later is haar nichtje zelf een getalenteerde ballerina, die een uitnodiging krijgt van het Philadelphia Ballet om de rol van Clara te dansen in De notenkraker.
Samen met Sadie trekt Lily naar Philadelphia, waar blijkt dat haar ex-vriend en balletdanser Mark Anders nu de artistiek directeur van het balletgezelschap is. Hoewel ze aanvankelijk proberen om ekaar te ontwijken en hun verleden geheim te houden, worden ze toch weer tot elkaar aangetrokken. Bovendien krijgt Lily ook weer stilaan zin in dansen. Wanneer Mark aan Lily vraagt om advies te geven bij een scene, komt hun geheim uit en wordt Sadie verdacht van nepotisme. Mark weet echter de plooien weer glad te strijken.
Enkele dagen voor de opvoering verlaat Juliette, de prima ballerina, het gezelschap en moet Lily haar doublure Suzanne klaarstomen voor de première. Maar wanneer Suzanne zich bezeert is er plots niemand meer om de rol van De Suikerboonfee te dansen. Mark overtuigt Lily om de hoofdrol te dansen, zeer tegen de zin van het bestuur die Juliette terughalen. Mark zet haar echter aan de deur, waardoor ook de premier danseur opstapt. Er zit nu niets anders op dan dat Lily en Mark samen de hoofdrollen dansen.

## Rolverdeling
| Acteur                 | Personage    |
| ---------------------- | ------------ |
| Amy Acker              | Lily Jamison |
| Sascha Radetsky        | Mark Anders  |
| Sophia Lucia           | Sadie McRae  |
| Catherine Mary Stewart | Carol        |
| Kenneth Welsh          | Dimitri      |
| Katherine Barrell      | Beth         |
| Siobhan Murphy         | Jen          |
| Shauna MacDonald       | Sharon       |
| Raven Dauda            | Grace        |
| Geri Hall              | Karen        |
| Tina Pereira           | Juliette     |
| Brett van Sickle       | Darren       |
| Sara Mitich            | Jade         |
| Amanda Cleghorn        | Suzanne      |